# ЕМК-11
ЕМК-11 и ЕМК-11А са български компютри, произвеждани в Учебно-експерименталния завод към Висшия машинно-електротехнически институт „В.И.Ленин“ в София през 1983 г. От тях са произведени около 2000 бройки и са оборудвани с процесори СМ-601.

## Общи характеристики
Учебният микрокомпютър ЕМК-11 е предназначен за:
- обучение
- проектиране на микропроцесорни устройства
- вграждане при управление на технологични процеси

Реализиран е на базата на българската микропроцесорна фамилия СМ 600, аналог на процесора Motorola 6800.

## Характеристики
- процесор СМ-601 1MHz;
- обем на оперативната памет 512 байта;
- възможност за зашита от погрешно изтриване на първите 256 байта от оперативната памет;
- възможност за включване потребителски ЕПРОМ тип 2708 с обем 1К байта;
- наличие на мониторна програма с обем 1 К байта, записана в ЕПРОМ тип 2708;
- възможност за работа с магнетофон или касетофон с помощта на цифров модем:
- изходен сигнал за запис в магнетофона – 200 мV/40 к:
- входен сигнал за въвеждане от магнетофон – 1 до 8V / 10 к;
- на системния куплунг са изведени всички магистрали на микропроцесора, изводите на монтирания върху платката и свободен за потребителя паралелен интерфейсен адаптер тип СМ 602, захранващо напрежение +5V и управляващи сигнали за разделянето на адресното пространство, които облекчават конфигурирането на по-сложна схема;
- захранване: +5V/1,8 А;
- размери 300x190x60 мм;
- тегло – 1,2 кг;

## Модули за комплектовка
- МП – 02 – допълнителна статична памет RAM 2KB изпълнен с 16 броя памети СМ8201 1Kbit
- МП – 03 – директно свързващ се модул към потребителския куплунг, в който са монтирани 2К (4К) статична памет АМ и два паралелни интерфейсни адаптери тип СМ602 с изведен интерфейс;
- МП – 04 – директно свързващ се модул към потребителския куплунг, на който са монтирани превключватели и светодиоди за провеждане на лабораторни упражнения и настройване програми при работа с паралелен интерфейсен адаптер;
- МП – 05 – модул с два серийни интерфейсни адаптери тип СМ603
- МП – 06 – директно свързващ се модул към потребителския куплунг, представляващ програматор за ЕПРОМ тип 2708 и 2716;
- ИР – 12 – уред за изтриване на ЕПРОМ, могат да бъдат едновременно изтривани до 12 броя ЕПРОМ от всички видове. Времето за изтриване се задава с часовников механизъм.